# Tipula (Lunatipula) chloris
Tipula (Lunatipula) chloris is een tweevleugelige uit de familie langpootmuggen (Tipulidae). De soort komt voor in het Palearctisch gebied.